# Le Rêve de la Croix
The Dream of the Rood

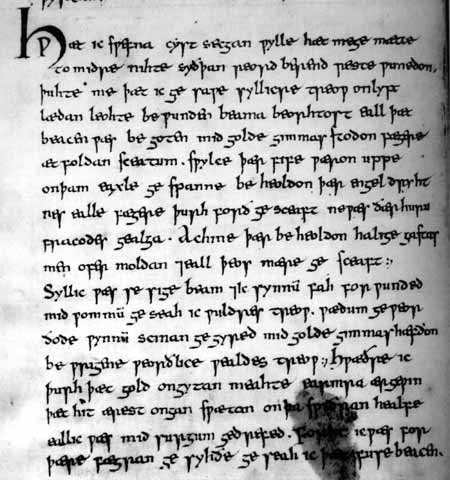
Manuscrit médiéval du Rêve de la Croix

Le Rêve de la Croix ou Exaltation de la Croix (titre original : The Dream of the Rood) est un poème vieil anglais qui raconte un rêve. Comme le reste de la poésie vieil-anglaise, il est écrit en vers allitératifs. Le mot rood vient du vieil anglais rod qui signifie « croix » ou « crucifix ». Préservé dans le Livre de Verceil datant du Xe siècle, le poème peut être considérablement plus vieux, bien qu'il soit impossible de proposer une date de composition précise.

## Données de base
Le poème est conservé dans le Livre de Verceil. Le manuscrit porte ce nom car il est conservé à Verceil, en Italie. Le Livre de Verceil date du Xe siècle et contient 23 homélies ainsi que six poèmes; Le Rêve de la Croix, Andreas, Le Sort des Apôtres, L'Âme et le Corps, Elene et un fragment homilétique en vers.
Plusieurs vers très proche de certains passages du Rêve de la Croix sont écrits en runes sur la  Croix de Ruthwell qui date du VIIe siècle. En plus de ces inscriptions en runes, cette croix comporte des illustrations. Il est parfois difficile de déterminer la nature des scènes représentées, mais on peut reconnaître entre autres Jésus guérissant un aveugle, l'Annonciation, Marie-Madeleine aux pieds du Christ et la Crucifixion. La croix a été démolie et détruite pendant la Réforme, mais elle a depuis été restaurée.
Cependant, il est peu probable qu'il s'agisse d'un seul et même poème : bien qu'il soit impossible de dater un poème vieil anglais avec certitude, le style du Rêve de la Croix suggère une date relativement tardive, peut-être le IXe siècle ou plus tard, en tout cas vraisemblablement bien après l'érection de la Croix de Ruthwell. Il est plus probable que le poète du Rêve de la Croix s'approprie à la manière d'une citation le texte plus ancien.
La croix de Bruxelles, une croix-reliquaire produite en Angleterre entre 1025 et 1050, porte l'inscription suivante : « Rod is min nama geo ic ricne cyning, bær byfigynde blode bestemed », « Croix est mon nom. Il y a longtemps, tremblante et trempée de sang, j'ai porté un roi puissant. » Elle rappelle les vers 44 et 48 du Rêve de la Croix, sans qu'il soit possible d'en dire davantage sur le lien entre ces deux œuvres.

## Auteurs supposés
À ce jour l'auteur de The Dream of the Rood demeure inconnu. Cædmon et Cynewulf étant les deux poètes vieil-anglais les plus connus, les premiers spécialistes du poème ont essayé d'en attribuer la paternité à l'un ou à l'autre.
L'existence de vers proches du poème sur la Croix de Ruthwell a induit en erreur les premiers critiques et les a fait envisager Cædmon comme auteur car c'est le plus ancien poète chrétien anglais connu, mais le style est trop différent et vraisemblablement trop tardif pour qu'une telle hypothèse tienne.
Le contexte manuscrit du poème a encouragé certains à penser que l'auteur pouvait être Cynewulf. En effet, le Livre de Verceil dans lequel le Rêve de la Croix contient également d'autres poèmes, dont deux signés par Cynewulf: Le Sort des Apôtres et Elene. L'érudit allemand du XIXe siècle Dietrich a également avancé plusieurs arguments concernant les similarités entre les thèmes du poème et ceux d'Elene, notamment l'importance accordée à la Croix elle-même, mais les ressemblances qu'il relève tiennent plus de conventions répandues dans l'ensemble de la poésie vieil-anglaise que de spécificités pouvant être associées à un auteur précis.

## Le poème
Le narrateur raconte un rêve (ou une vision) au cours duquel il rencontre la Croix sur laquelle Jésus a été crucifié. 
Au début du poème, le narrateur décrit la Croix telle qu'elle lui est apparue : sous une forme glorieuse, ornée d'or et de pierres précieuses, observée par les anges. Lui-même se sent indigne de cette vision à cause de ses péchés. À mieux regarder la Croix, le narrateur perçoit une autre réalité de cette dernière: non plus celle d'un signe glorieux, mais celle d'un instrument de mort taché de sang. Il est alors troublé par cette vision changeante d'une Croix tour à tour glorieuse et ensanglantée.
C'est alors que la croix se met à lui parler et à partager ses souvenirs de la mort de Jésus. La crucifixion est ainsi racontée à travers la perspective de la Croix. Son récit commence par la venue d'ennemis qui coupent le bois de l'arbre et l'emportent pour en faire un instrument de crucifixion de criminels. La Croix raconte ensuite comment Jésus est monté sur elle délibérément et sans peur, et comment elle-même n'a pas osé s'opposer à sa volonté. Jésus et la Croix sont décrits comme agissant ensemble et subissant les mêmes tourments. La Croix conclut son récit par la mise au tombeau de Jésus, puis par son propre enterrement. Après ce récit, la Croix délivre un message spirituel, qu'elle demande au narrateur de partager. Il est y question de la Crucifixion et du pouvoir de la Croix, de la Résurrection et du Jugement Dernier. 
Le narrateur évoque ensuite l'espoir de vie éternelle animé en lui par cette vision et termine le poème par une sorte de prière dans laquelle il célèbre la victoire du Christ.

## Culture chrétienne, culture séculière
Bien qu’il s’agisse indéniablement d’un poème chrétien, le Rêve de la Croix est aussi profondément marqué par la culture séculière et guerrière des sociétés germaniques anciennes. Ainsi, la Crucifixion de Jésus est transformée en une bataille tandis que le Christ lui-même est représenté comme un guerrier actif et déterminé et non comme un agneau sacrifié. De plus le rapport entre le Christ et la Croix est représenté comme celui entre un seigneur anglo-saxon et son fidèle vassal. Enfin, l’importance accordée à l’or et aux bijoux qui ornent la Croix est certes compatible avec le traitement des reliques à l’époque médiévale, mais elle reflète aussi l’importance de ces éléments dans la culture héroïque germanique où les bons seigneurs se définissent par leur richesse et leur générosité envers leurs vassaux.
Par ailleurs, le thème de l’objet qui parle peut être rapproché du genre des énigmes ou devinettes, dans lesquelles un objet normalement inanimé s’exprime à la première personne et se décrit. De nombreuses énigmes de la période anglo-saxonne ont survécu dans le Livre d’Exeter. Certaines d’entre elles portent sur des thèmes spécifiquement chrétiens, mais le genre en lui-même n’est pas spécifiquement religieux et on y trouve de tout, y compris quelques énigmes ostensiblement sur des objets anodins mais faisant manifestement allusion au plaisir sexuel.

## Interprétation
Le poème met l’accent sur le paradoxe de la Crucifixion : pour servir fidèlement son seigneur, la Croix doit être l’instrument de sa mort, tandis que pour être victorieux, le Christ doit d’abord mourir. Le choix de représenter Jésus et la Croix sur un mode héroïque accentue encore le paradoxe déjà présent dans la tradition issue des Évangiles dans la mesure où non seulement la Résurrection mais aussi la Crucifixion elle-même est explicitement présentée comme une conquête et une victoire, comme un acte délibéré et courageux, plutôt que comme un sacrifice.

#### Traductions et éditions
- Crépin, André (trad.), Poèmes héroïques vieil-anglais. Bibliothèque médiévale 10/18 (1460). Paris : Union générale d’éditions, 1981,  191 p.

#### Analyses critiques
- Crépin, André. "Imaginaire et symbolisme religieux dans l'Exaltation de la Croix (The Dream of the Rood)." Le Symbole religieux et l'imaginaire dans la littérature anglaise. Paris : Université de Paris Nord, 1987. 179-95.
- Schmitt, Jean-Claude. "Rituels de l'image et récits de vision." Testo e immagine nell'alto medioevo. Settimane di studio del Centro Italiano di studi sull'Alto Medioevo 41. Spoleto: Centro Italiano di Studi sull'alto Medioevo, 1994. 419-62, ill.
- Stévanovitch, Colette. "Elévation - abaissement dans l'Exaltation de la Croix." Bulletin des Anglicistes Médiévistes 45 (1993): 838-46.